# 키어런 기브스
키어런 제임스 리카르도 기브스(Kieran James Ricardo Gibbs, 1989년 9월 26일, 잉글랜드 런던 램버스 ~ )는 잉글랜드의 은퇴한 축구 선수이다. 레프트 백으로 활약했다. 아스널 아카데미 출신으로 2010년 8월 11일 웸블리 스타디움에서 헝가리와의 친선전에서 국가대표팀으로 데뷔했다.

## 클럽 경력
윔블던 아카데미에서 커리어를 시작하나 곧 아스널로 옮겼다. 유소년 팀에서는 왼쪽 윙어로 주로 뛰었으며 중앙 미드필더로 기용되기도 했다. 아스날 유소년 팀과 2군에서 주로 뛰었으며 프리시즌 바넷이나 FC 인테르나치오날레 밀라노과의 친선전에서 모습을 보이기도 했다.

### 2007-08 시즌
2007년 9월 아스날과 프로 계약을 체결한 기브스는 UEFA 챔피언스리그 명단에도 등번호 34번으로 이름을 올린다. 1군 무대 데뷔는 2007년 10월 31일 셰필드 유나이티드와의 리그컵 경기에서 선발출장하며 가졌다. 두 번째 출장은 2007년 12월 18일 4강전 블랙번 로버스를 상대로 에두아르두 다 시우바와 교체 투입되어 기록한다. 2008년 1월 31일 노리치 시티로 임대된다. 4월 아스널 리저브 팀으로 돌아와 5월 4일 에버튼 FC와의 경기 교체명단에 이름을 올리나 출전하지는 못한다.

### 2008-09 시즌
2008-09 시즌이 시작하기 전 프리시즌 경기에서 주로 레프트백로 출전하던 기브스는 2008년 프리미어리그 8월 24일 풀럼 FC에 1:0으로 패한 경기와
9월 볼턴 원더러스에 3:1로 승리한 경기에서 교체명단에 이름을 올리나 출전하지는 못한다. 이 시즌 주로 리그컵 경기에 출전했는데 9월 23일 3라운드 셰필드 유나이티드에 6:0으로 승리한 경기와 16강 위건 애슬레틱에 3:0으로 승리한 경기, 8강 번리에게 패배한 경기까지 선발출전한다. 챔피언스 리그에서는 12월 10일 FC 포르투 원정경기에서 아부 디아비 대신 투입되며 데뷔전을 치른다. 프리미어 리그 데뷔전은 지역 더비 라이벌 토트넘 핫스퍼와의 경기에서 부상당한 가엘 클리쉬를 대신 투입되어 갖는다. 이 가엘 클리쉬의 부상으로 2009년 4월 15일 비야레알 CF에 3:0으로 승리한 챔피언스 리그 8강전에서도 첫 선발출전했다. FA컵 4강 첼시전에도 선발출장하여 테오 월콧의 골을 도우며 도움을 기록한다. 4월 21일 리버풀과 비긴 안필드 경기에서도 출전한다. 계속된 주전 왼쪽 수비수 가엘 클리쉬의 부상으로 인한 부재로 챔피언스 리그 맨체스터 유나이티드와 4강 1차전에 출전하나 팀은 1:0으로 패배한다. 이어 에미레이츠 스타디움에서 벌어진 2차전에서 경기 시작 7분만에 크로스를 차단하려다 미끄러지는 치명적인 실수를 하며 박지성에게 원정골을 허용하며 팀은 탈락했다.

### 2009-10 시즌
포츠머스와의 홈 개막전에 풀타임 출전으로 시즌을 시작했다. 가엘 클리쉬가 부상으로 몇주 동안 이탈한 가운데 아르센 벵거는 이 어린 왼쪽 수비수에게 기회를 주었다. 그러나 11월 24일 스탕다르 리에주와의 챔피언스 리그 경기에서 입은 오른발 중족골 골절 부상으로 더 이상 시즌을 치르지 못한다.

### 2010-11 시즌
프리시즌 경기에서 종종 출전하다가 2010년 9월 12일 가엘 클리쉬 대신 출전한 볼턴 원더러스전에서 시즌 첫 선발출장을 기록하며 풀타임을 소화한다. 토트넘과의 리그컵 경기에서 역시 가엘 클리쉬 대신 왼쪽 수비수로 선발 출전한다. 추가시간에 부상으로 인해 클리쉬와 교체아웃된다. 경기 후 아르센 벵거 감독은 중족골 부상이며 지난 해 부상때문에 더 자세한 검사가 필요하다고 말한다. 다음날 아스널 공식 사이트는 왼발에 타박상을 입은 정도이며 이른 시일 내에 복귀가 가능하다고 발표한다. 1주일 뒤 3:1로 승리한 FK 파르티잔과의 챔피언스 리그 원정경기에서 복귀한다. 이 경기 후반전에 페널티킥을 내주나 우카시 파비안스키가 선방해낸다.

### 2011-12 시즌
지난 몇 년 동안 아스날의 왼쪽 라인을 책임져주던 가엘 클리쉬가 여름 이적시장에서 맨체스터 시티로 이적함에 따라 아르센 벵거는 기브스를 클리쉬를 대체할 주전 왼쪽 수비수로 지명한다. 2011년 9월 20일 슈루스버리 타운을 상대로 한 리그컵 경기에서 33분 아스날에서의 첫 골을 기록한다.10월 16일 선덜랜드에 2:1로 승리한 경기에서 후반 시작 5분만에 배탈로 안드레 산토스와 교체된다. 11월 17일에는 탈장으로 인해 6주간 스쿼드에서 제외된다. 2012년 1월 31일 훈련에 복귀한 기브스는 챔피언스 리그 AC밀란과의 16강 1차전에서 복귀한다. 이 경기에서 기브스는 괜찮은 플레이를 보임에도 불구하고 즐라탄 이브라히모비치의 활약으로 팀은 4:0 대패한다. 프리미어 리그 복귀전은 5:2로 승리한 토트넘 핫스퍼와의 북런던 더비에서였다. 아스날에서의 첫 리그골은 3월 24일 3:0으로 승리한 아스톤 빌라와의 홈경기에서 기록한다. 5월 13일 시즌 최종전인 웨스트 브로미치전에서 67분 제르비뉴와 교체투입된다. 이 경기에서 추가시간 빌리 존스의 결정적인 기회를 태클로 저지하며 3:2 승리를 지켜낸다. 이 시즌 아스날은 턱밑까지 따라붙던 라이벌 토트넘 핫스퍼를 따돌리고 3위로 시즌을 마친다.

### 2012-13 시즌
기브스는 아스날의 주전 레프트백으로 시즌 초반 좋은 폼과 아르센 벵거의 칭찬, 국가대표 소집 등 기대를 모으며 시즌을 시작한다. 2012년 12월 19일 팀 동료 앨릭스 옥슬레이드체임벌린, 칼 젱킨슨, 에런 램지, 잭 윌셔와 함께 장기계약을 체결한다. 2013년 1월 6일 스완지 시티 리버티 스타디움에서 있었던 FA컵 원정경기에서 2:1로 앞서가는 골로 시즌 첫 골을 기록한다. 경기는 기성용의 어시스트로 동점골이 터져 2:2 무승부로 끝났다. 한국 시간 1월 17일 오전에 치러진 재경기에서 팀은 잭 윌셔의 골로 1:0 승리를 거두었다.

## 국가대표 경력
잉글랜드 19세 이하 대표팀에 소집되었으며 2009년 20세 이하 월드컵에서도 활약한다. 같은 해, 팀 동료인 테오 월콧과 함께 스웨덴에서 열린 유럽 21세 이하 대회에도 참여한다. 2010년 8월 7일 파비오 카펠로 감독의 국가대표팀에 처음으로 소집되어 8월 11일 헝가리와의 친선경기에서 데뷔전을 치른다. 전반 종료 후 하프타임에 애슐리 콜을 대신해 교체투입되었다. 2년 간 부상으로 제대로 뛰지 못했던 시즌 이후 다시 신임감독 로이 호지슨 감독에 의해 잉글랜드 국가대표팀 명단에 이름을 올렸다.

## 클럽 통산 기록
| 클럽                  | 시즌     | 리그 | 리그 | 리그 | FA컵 | FA컵 | FA컵 | 리그컵 | 리그컵 | 리그컵 | 유럽 | 유럽 | 유럽 | 총합 | 총합 | 총합 |
| 클럽                  | 시즌     | 출장 | 득점 | 도움 | 출장 | 득점 | 도움 | 출장   | 득점   | 도움   | 출장 | 득점 | 도움 | 출장 | 득점 | 도움 |
| --------------------- | -------- | ---- | ---- | ---- | ---- | ---- | ---- | ------ | ------ | ------ | ---- | ---- | ---- | ---- | ---- | ---- |
| 아스날                | 2007-08  | 0    | 0    | 0    | 0    | 0    | 0    | 2      | 0      | 1      | 0    | 0    | 0    | 2    | 0    | 1    |
| 노리치 시티 FC (임대) | 2007-08  | 7    | 0    | 1    | 0    | 0    | 0    | 0      | 0      | 0      | 0    | 0    | 0    | 7    | 0    | 1    |
| 아스날                | 2008-09  | 8    | 0    | 0    | 6    | 0    | 1    | 3      | 0      | 1      | 4    | 0    | 0    | 21   | 0    | 2    |
| 아스날                | 2009-10  | 3    | 0    | 0    | 0    | 0    | 0    | 2      | 0      | 0      | 2    | 0    | 1    | 7    | 0    | 1    |
| 아스날                | 2010-11  | 7    | 0    | 1    | 6    | 0    | 1    | 4      | 0      | 0      | 3    | 0    | 0    | 20   | 0    | 1    |
| 아스날                | 2011-12  | 16   | 1    | 2    | 0    | 0    | 0    | 1      | 1      | 0      | 5    | 0    | 0    | 22   | 2    | 2    |
| 아스날                | 2012-13  | 27   | 0    | 3    | 3    | 1    | 0    | 1      | 0      | 0      | 3    | 0    | 0    | 34   | 1    | 5    |
| 아스날                | 합계     | 61   | 1    | 6    | 15   | 1    | 2    | 13     | 1      | 2      | 17   | 0    | 1    | 106  | 3    | 10   |
| 통산성적              | 통산성적 | 68   | 1    | 7    | 15   | 1    | 2    | 13     | 1      | 2      | 17   | 0    | 1    | 113  | 3    | 11   |